# Marie Reim
Marie Reim (* 8. Mai 2000 als Marie-Louise Oberloher in Köln) ist eine deutsche Schlagersängerin.

## Leben
Sie wurde 2000 als Tochter der Schlagersänger Michelle und Matthias Reim geboren. Michelle hieß damals mit bürgerlichem Nachnamen Oberloher, den sie aus ihrer ersten Ehe behalten hatte. Marie wuchs überwiegend in Köln auf und zog bereits im Alter von 15 Jahren aus dem Elternhaus aus. Sie spricht Niederländisch, da sie ein Jahr in Best in den Niederlanden lebte und dort die Schule besuchte.

## Karriere
2012 hatte sie zusammen mit ihrer Mutter ihren ersten Fernsehauftritt in Florian Silbereisens Sendung Das Herbstfest der Überraschungen und präsentierte das Lied Gib nicht auf. Drei Jahre später sang sie in der Sendung 150 Jahre Schlager das Lied Zieh vor dir selber den Hut. 2016 stand sie mit ihrer Mutter bei der Schlagernacht des Jahres in der Lanxess Arena in Köln auf der Bühne. Anfang 2017 begleitete sie ihre Mutter auf einer Tournee und sang mit ihr bei jedem Konzert ein Lied.
Im Januar 2018 unterschrieb sie einen Plattenvertrag bei Ariola. Im Februar 2020 veröffentlichte sie ihre erste Single SOS. Das Lied stammt vom Autorenteam Tim Peters, Werner Petersburg und Alexander Scholz, die bereits mit ihren Eltern zusammengearbeitet hatten. Produziert wurde der Titel von Silverjam. Ihr Debütalbum 14 Phasen erschien im Juni 2020, gefolgt von einigen Fernsehauftritten. Im September 2020 hatte sie ihren ersten Liveauftritt auf der Waldbühne Rügen. Ihr Manager ist Uwe Kanthak.

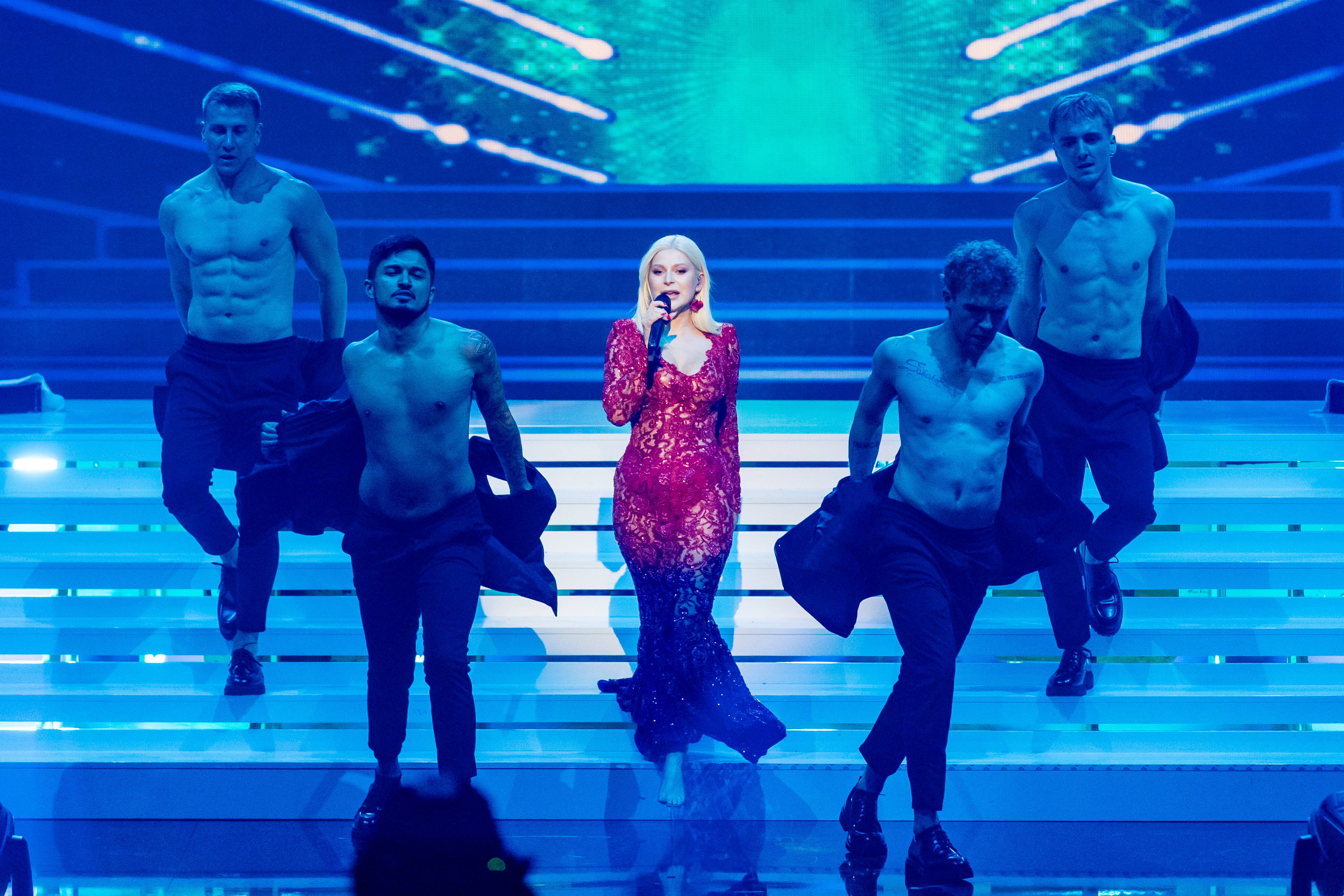
Marie Reim bei ihrem Auftritt beim deutschen ESC-Vorentscheid 2024

Am 16. Februar 2024 nahm sie mit dem Titel Naiv am deutschen Vorentscheid zum Eurovision Song Contest 2024 teil. Dort erreichte sie den 6. Platz.
2025 nahm sie an der dritten Staffel von Die Verräter – Vertraue Niemandem! teil.

## Diskografie

### Studioalben
- 2020: 14 Phasen
- 2022: Bist du dafür bereit?
- 2025: Sternzeichen Liebe

### Singles
- 2020: SOS
- 2020: Weil das Mädels so machen
- 2021: Sonne (Anstandslos & Durchgeknallt Remix)
- 2021: Ich bin so verliebt
- 2021: Oh Santa
- 2022: Ich hab dich durchschaut
- 2022: Auf dem Weg ins Paradies
- 2022: Das mach ich ohne dich
- 2022: Heute Nacht noch nicht
- 2023: Jemand träumt von dir (mit Tim Peters)
- 2024: Naiv
- 2024: Warum bist du so dumm?
- 2024: Heartbreak
- 2024: Liebesfieber
- 2025: Marilyn Monroe